# Casa es de Baile
Casa es de Baile és un edifici del municipi d'Es Bòrdes inclòs en l'Inventari del Patrimoni Arquitectònic de Catalunya.

## Descripció
Casa d'estil popular imitant les edificacions senyorials de les zones urbanes de Gasconha. La façana, orientada al nord-est, es disposa perpendicular a la capièra (carener). Les obertures exteriors de la casa (portes i finestres) es distribueixen simètricament a la façana. Les finestres, de forma rectangular, amb més alçada que amplada, queden tancades mitjançant dos porticons en fusta. A la porta d'entrada a la casa s'hi accedeix per una escalinata de pedres i lloses. La decoració simètrica es compon per quatre pilastres. La part superior es remata amb una cornisa amb motllures en forma de capitell sobre cada pilastra. Les columnes i la cornisa estan emblanquinades mentre que la resta de la façana està arrebossada en ciment de color gris. S'observen a la part baixa un aïllant de la humitat en ciment, imitant els carreus tallats. El llosat (lòsat/tet) de quatre pales i vessant suau és cobert per pissarres (lóses). Perquè hi hagi llum a les golfes (humarau) hi ha unes obertures que reben el nom de lucanes o capuchines. En aquest cas el llosat té una capuchina. La xemeneia de forma rectangular, es disposa gairebé al centre del llosat.
La porta d'accés a la casa està orientada al nord-est. El marc de fusta de l'obertura s'assenta sobre dues pedres en marbre del país. El marc és decorat en sanefes ondulades. La porta de doble fulla i opaca és decorada amb tres rectangles. El superior, més petit, té decoració en estries. El mitjà és llis i l'inferior presenta motius geomètrics. A la porta s'accedeix per una escalinata, on la base és en pedra del país i els graons són en lloses.
La Hiestra està orientada al nord-est i situada en un lateral de la planta baixa. El marc en fusta, en forma de lletra "t", s'assenta sobre una base en pedra. Tres porticons tanquen, des de dins, la finestra: dos en la part de dalt i un més petit en la part de baix.